# Phelsuma breviceps
Phelsuma breviceps Boettger, 1894 è un piccolo sauro della famiglia Gekkonidae, endemico del Madagascar.

## Descrizione
Questo geco può raggiungere la lunghezza di 11 cm.

## Biologia
È una specie ovipara.

## Distribuzione e habitat
Phelsuma breviceps è presente in diverse località del Madagascar meridionale, tra il livello del mare e i 120 m di altitudine.
Il suo habitat tipico è la foresta spinosa.

## Conservazione
La IUCN Red List classifica P. breviceps come specie vulnerabile.
Parte del suo areale è protetto all'interno del parco nazionale di Tsimanampetsotsa.